# Sakevisual
Sakevisual (stilisiert als sakevisual) ist ein Entwickler und Publisher von englischsprachigen Adventures japanischen Typuses (außerhalb Japans verallgemeinernd als Visual Novel bezeichnet). Sie sind vor allem bekannt für ihr Otome Game (derartige Spiele für junge Frauen als Zielgruppe) RE: Alistair++ und ihre Jisei-Serie. Ihre Spiele sind für Windows, Mac OS und Linux. sakevisual ist ein Partner von Tycoon Games, Winter Wolves und Hanako Games.

## Geschichte
sakevisual wurde von Ayu Sakata gegründet. Am 28. Juli 2009 wurde The Cute, Light and Fluffy Project veröffentlicht, eine Kurzgeschichtensammlung von verschiedenen Personen; Ayu Sakatas Kurzgeschichte darin ist Cuter Than Fiction. Ihre erste Veröffentlichung, als sakevisual, war das Freeware Otome Game RE: Alistair. Am 10. April 2010 veröffentlichten sie eine verbesserte Version des Spiels mit mehr Szenen und zusätzlichen Inhalten unter dem Namen RE: Alistair++. sakevisual veröffentlichte weitere Freeware-Spiele, 2010 führten sie jedoch die Green Tea Line ein, eine Serie von kommerziellen Spielen. Ayu Sakata schrieb außerdem die Geschichten für The Flower Shop und The Flower Shop: Winter in Fairbrook, Visual Novels von Winter Wolves. The Flower Shop wurde am 28. Februar 2010 veröffentlicht, der Nachfolger The Flower Shop: Winter in Fairbrook ist am 8. Dezember 2011 erschienen. 2011 gewann sakevisual den Preis für die „beste Fangemeinde“ auf IndieDB.
Jisei und Kansei sind die ersten beiden Spiele in der Green Tea Line und die ersten beiden Teile der Jisei Murder Mystery Serie. Jisei und Kansei erhielten beide positives Feedback, jedoch waren sich die Kritiker einig, dass die Spielzeit kurz war. Der dritte Teil, Yousei, wurde am 1. Februar 2013 veröffentlicht. Derzeit sind fünf Teile der Serie geplant.
Zurzeit arbeitet sakevisual an weiteren Freeware-Spielen. Unter anderem an Oneiro, einem Mystery Otome Game, Every Sunrise, die Fortsetzung von Ripples und an Hanami X 2, ein weiteres Otome Game, das in der Heian-Zeit spielt. Ayu Sakata schrieb außerdem an einem Projekt von MoaCube mit dem Titel Cinders, das eine düstere Visual Novel Adaption der Cinderella Geschichte darstellt. Das Spiel wurde am 20. Juni 2012 veröffentlicht.
Anfang 2013 kündigte sakevisual an, dass sie in diesem Jahr neben Yousei zwei Freeware-Spiele und ein kommerzielles Spiel veröffentlichen wollen. Zudem kündigten sie ein neues, kommerzielles Spiel mit dem Titel Backstage Pass an. Es handelt sich dabei um ein Otome Game, das im gleichen Universum wie RE: Alistair angesiedelt ist.

## Spiele

### Freeware
| Titel                   | Jahr | Sprache(n)                                                     | Plattformen                   |
| ----------------------- | ---- | -------------------------------------------------------------- | ----------------------------- |
| Ripples                 | 2008 | Deutsch, Englisch, Französisch, Russisch, Slowakisch, Türkisch | iOS, Linux, Mac OS X, Windows |
| [text] - A Summer Story | 2009 | Deutsch, Englisch, Französisch, Russisch                       | Linux, Mac OS X, Windows      |
| RE: Alistair            | 2010 | Deutsch, Englisch, Russisch                                    | Linux, Mac OS X, Windows      |
| My Magical Cosplay Cafe | 2011 | Deutsch, Englisch, Russisch                                    | Linux, Mac OS X, Windows      |
| Every Sunrise           | TBA  | Englisch                                                       | Linux, Mac OS X, Windows      |
| Hanami X 2              | TBA  | Englisch                                                       | Linux, Mac OS X, Windows      |
| Oneiro                  | TBA  | Englisch                                                       | Linux, Mac OS X, Windows      |
| Swan’s Melody           | TBA  | Englisch                                                       | Linux, Mac OS X, Windows      |

### Green Tea Line
Jisei Murder Mystery Serie
| Titel   | Jahr | Sprache(n)                                                        | Plattformen                                                                                             |
| ------- | ---- | ----------------------------------------------------------------- | --- |
| Jisei   | 2010 | Deutsch, Englisch, Französisch, Portugiesisch, Spanisch, Russisch | Android, Linux, Mac OS X, Nintendo Switch, PlayStation 4, Windows, Xbox One                             |
| Kansei  | 2011 | Deutsch, Englisch, Französisch, Japanisch, Spanisch, Russisch     | Android, Linux, Mac OS X, Nintendo Switch, PlayStation 4, PlayStation 5, Windows, Xbox Series, Xbox One |
| Yousei  | 2013 | Englisch, Russisch                                                | Linux, Mac OS X, Windows                                                                                |
| Shinsei | TBA  | Englisch                                                          | Linux, Mac OS X, Windows                                                                                |

Andere Spiele
| Titel          | Jahr | Sprache(n) | Plattformen              |
| -------------- | ---- | ---------- | ------------------------ |
| Backstage Pass | 2016 | Englisch   | Linux, Mac OS X, Windows |

### Beteiligung an anderen Spielen
| Titel                                | Jahr | Sprache(n)                  | Plattformen              |
| ------------------------------------ | ---- | --------------------------- | ------------------------ |
| The Cute, Light and Fluffy Project   | 2009 | Deutsch, Englisch, Russisch | Linux, Mac OS X, Windows |
| The Flower Shop: Summer in Fairbrook | 2010 | Englisch                    | Linux, Mac OS X, Windows |
| The Flower Shop: Winter in Fairbrook | 2011 | Englisch                    | Linux, Mac OS X, Windows |
| Cinders                              | 2012 | Englisch                    | Mac OS X, Windows        |